# Pancastellanisme
El pancastellanisme varia segons la ideologia. El corrent ideològic, el regionalista tendeix a ser de centredreta i busca la unificació de les comunitats autònomes de Castella i Lleó, Castella-la Manxa i la Comunitat Autònoma de Madrid. La de tendència separatista o "comunera" sol ser d'esquerres i d'extrema esquerra i reclama els territoris anteriorment esmentats. Poden unir també la 'identitat lleonesa' del Regne de Lleó o respectar-la i separar-la, la qual cosa es coneix com a Carreterismo (cosa que fa que marcar fronteres sigui confús) i posant l'accent en què Madrid és Castella.

## Història
Històricament, el pancastellanisme pren com a punts de referència la Guerra de les Comunitats de Castella (1520-1522), la figura de Joan Martín Díez "L'Entossudit" (1775-1825) i el projecte federalista castellà anomenat Pacte Federal Castellà (1869), entre altres fonaments. En síntesi, la denominació pancastellanista denomina als moviments que reivindiquin Castella i s'adscriuen als ideals exposats a la revolta comunera (1520-1522). Es poden prendre com a referència els escrits de l'hispanista francès Joseph Pérez, com a mitjà d'estudi d'aquells fets.

## Ideologies
La ideologia predominant en aquest corrent és l'esquerra "comunera" i marxista, el màxim suport ciutadà són esquerres, seguida de la dreta regionalista. També hi ha presència feixista al pancastellanisme i el castellanisme en general, representats per petits moviments com Castella Identitat. Les fronteres de cada corrent difereixen molt, i tendeixen a trobar-se amb els nacionalismes d'altres entitats com Extremadura, Lleó, València o Andalusia que no s'identifiquin amb el pancastellanisme. És per això, que les fronteres solen variar.